# Francisco Manuel da Silva
Francisco Manuel da Silva (Rio de Janeiro, 21 de fevereiro de 1795 — Rio de Janeiro, 18 de dezembro de 1865) foi um compositor, regente e educador brasileiro. É melhor conhecido como autor da música do Hino ao Sete de Abril, o Hino Nacional Brasileiro.

## Biografia

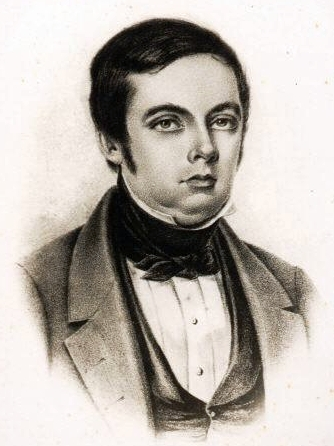
Francisco Manuel da Silva, por Luís Aleixo Boulanger.

Pouco se sabe acerca de seu pai, Joaquim Mariano, também músico. Ainda criança, ingressou no curso público de música ministrado por José Maurício Nunes Garcia, no Rio de Janeiro. A partir de 1811 estudou violino com Manuel Joaquim Correia dos Santos, por ordem do Príncipe-Regente Dom João e com recomendação de Marcos Portugal. Além disso, foi aluno de composição de Sigismund von Neukomm, que visitou o Brasil de 1816 a 1821.

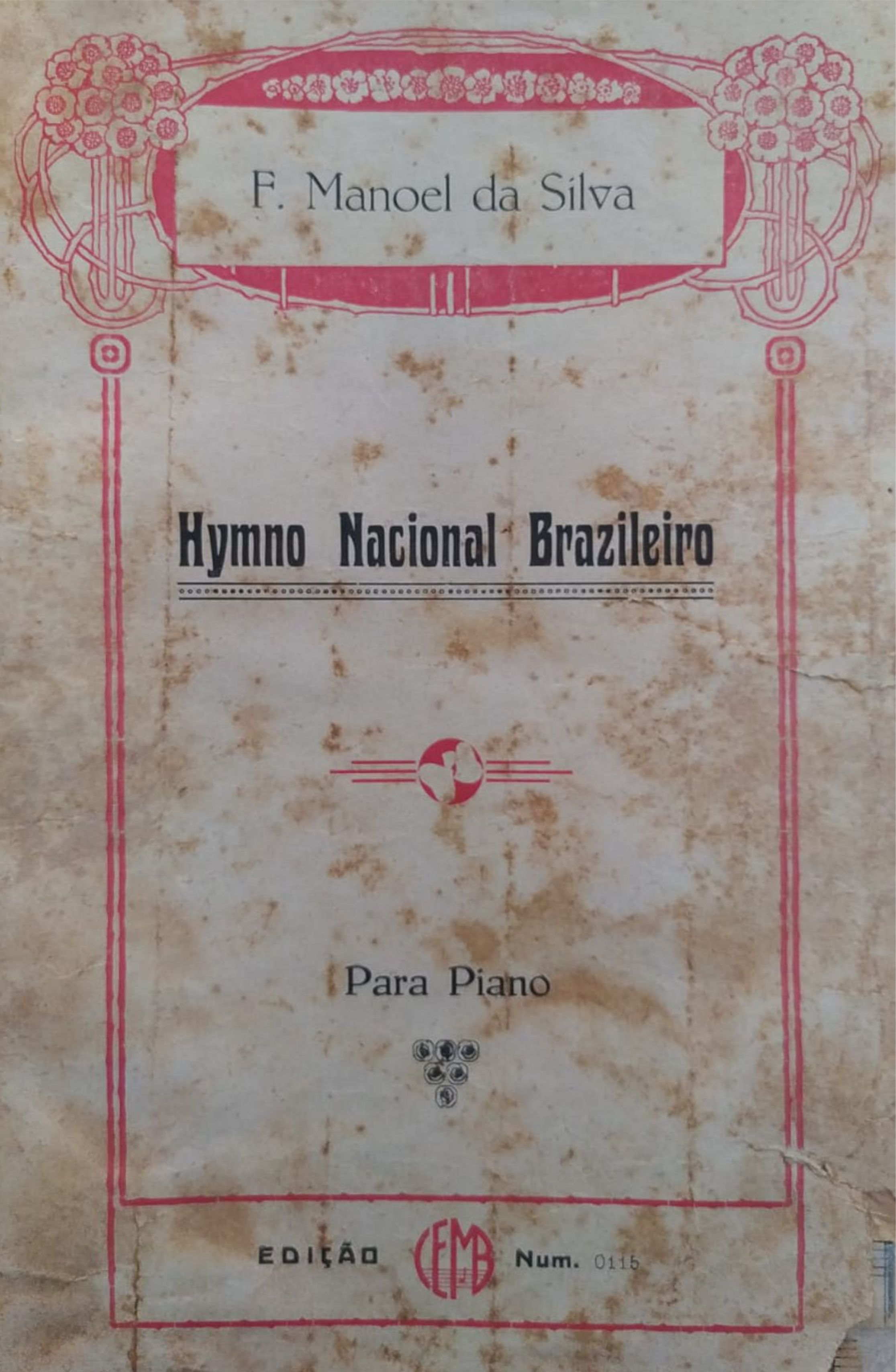
Hymno Nacional Brazileiro em 1931

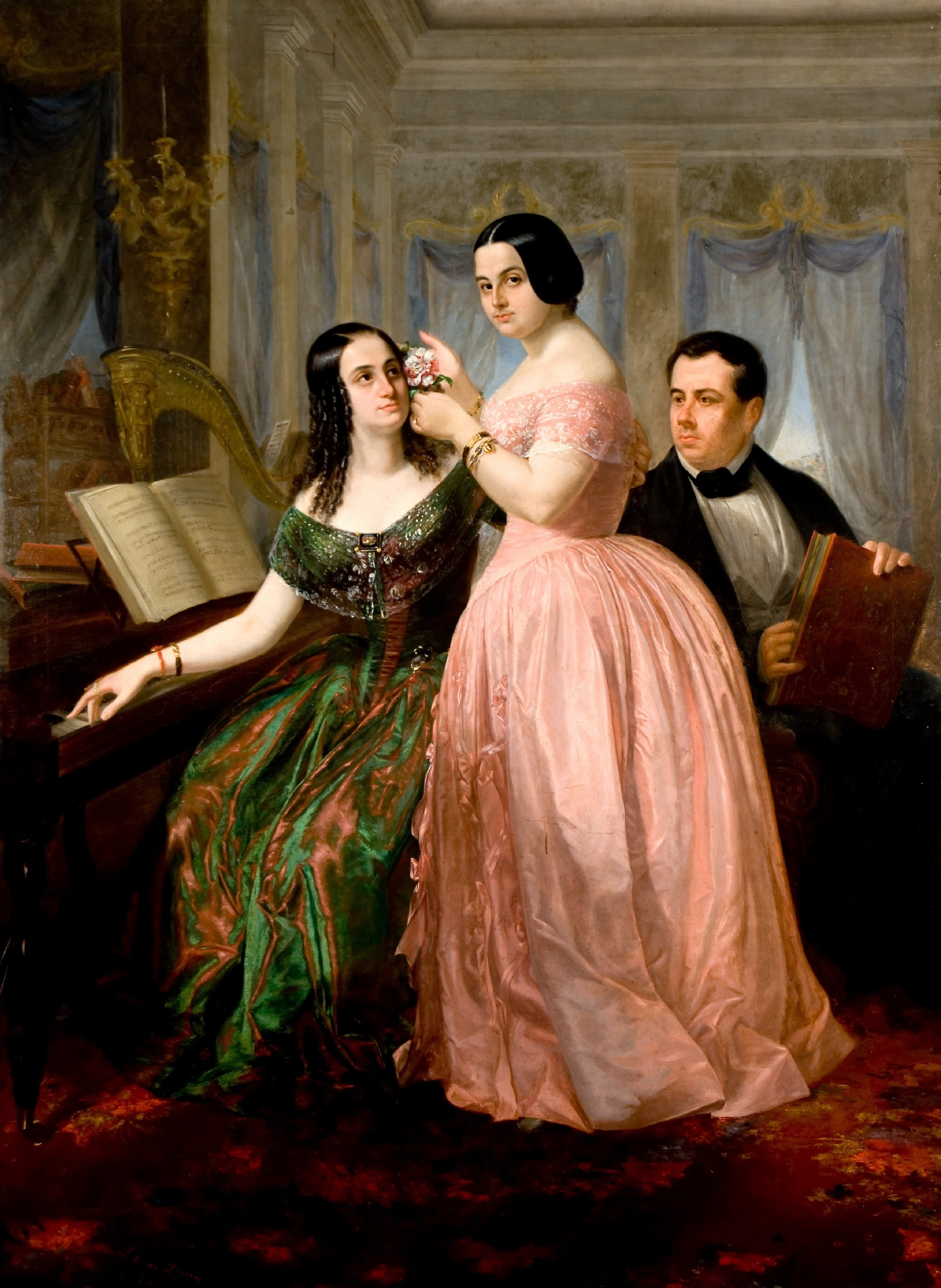
José Correia de Lima, "O maestro Francisco Manuel ditando o Hino Nacional". Museu Nacional de Belas Artes, óleo em tela, 1850.

Na Real Câmara e Capela dos Bragança no Rio de Janeiro (Imperial após a Independência em 1822), serviu sucessivamente como tiple (1809), timpanista (1823) e violoncelista (1825). Em 1831, Silva perdeu o emprego quando a orquestra da Capela Imperial foi dissolvida por motivos orçamentários; o coro, todavia, foi mantido. Em 1841 foi nomeado mestre compositor da Câmara Imperial e em 1842 mestre compositor da Capela Imperial; foi co-responsável pela reativação da orquestra desta instituição no ano seguinte. Observe-se que, à época, a corte bragantina vivia um momento de efervescência, em função da Maioridade e da Coroação de Dom Pedro II, e sobretudo do casamento do monarca. Paralelamente às suas atividades junto à monarquia, desde ao menos o início da década de 1820 Silva colaborou com as irmandades, confrarias e ordens terceiras de sua cidade — São Francisco de Paula, Nossa Senhora da Candelária, São José, São Francisco da Penitência, Nossa Senhora do Carmo — em cujas festividades atuou como “diretor de música” (misto de regente e agenciador).
Em 1834 foi nomeado regente da orquestra da recém-instituída Sociedade Filarmônica, um grêmio aristocrático formado por músicos amadores e profissionais, casando-se com uma integrante, sua segunda esposa, no ano seguinte. No mesmo ano de 1834 foi eleito diretor da Sociedade de Música (mais tarde Sociedade Beneficência Musical), também recém-fundada, instituição que sucedeu a Irmandade da Gloriosa Virgem e Mártir Santa Cecília na regulamentação do exercício da profissão musical. Dessa entidade emergiu o Conservatório de Música (atual Escola de Música da Universidade Federal do Rio de Janeiro), criado em 1841 e inaugurado em 1848, o primeiro da América do Sul, do qual Silva foi co-fundador, diretor e professor. Embora jamais tenha composto uma ópera, destacou-se na cena lírica do Rio de Janeiro como membro do corpo de censores do Conservatório Dramático Brasileiro (1844); diretor dos corpos estáveis do Teatro São Januário (1851; do Teatro Provisório, após 1852); e integrante do conselho artístico da efêmera Imperial Academia de Música e Ópera Nacional (1857), cujo objetivo principal era estimular a produção de óperas no vernáculo. Obteve extraordinário sucesso ao reger 653 cantores e 242 instrumentistas por ocasião da inauguração da estátua equestre de D. Pedro I.
Silva faleceu de “tísica laríngea pulmonar”, segundo o atestado de óbito. A encomendação e o enterro, cercados de considerável solenidade, tiveram música executada por alunas do Conservatório e colegas da Sociedade de Música, instituições que observaram oito dias de luto em sinal de pesar. Seu corpo encontra-se sepultado no Cemitério de São Francisco de Paula, no Catumbi.
Foi dignitário das insígnias de Oficial da Ordem da Rosa e Cavaleiro da Ordem de Cristo.
É o patrono da cadeira de número 7 da Academia Brasileira de Música.
Francisco Manuel da Silva publicou três compêndios musicais a nível elementar, respectivamente dedicados: aos “amadores e artistas brasileiros” (segunda obra do gênero a ser impressa no país; Tipografia Nacional, 1832); aos “alunos do Colégio Dom Pedro II” (versão ampliada do item anterior; Pierre Laforge, 1838); e aos “alunos do Conservatório de Música” (Heaton & Rensburg, 1848). Também para os alunos do Conservatório, neste mesmo ano e pelo mesmo editor, Silva publicou a primeira parte de uma compilação de solfejos de outros compositores; não há notícia da elaboração ou publicação das partes subsequentes.
Compôs vasto número de peças litúrgicas e para-litúrgicas, entre elas sete Ladainhas, sete Matinas, três Novenas, dois Salmos, duas Sequências e dois Te Deum, além de diversas obras sobre textos do Ordinário da Missa. Sua última peça documentada consiste de um terceto de soprano, harpa e harmônio, com acompanhamento de coro e orquestra, composto para a Venerável Ordem Terceira dos Mínimos de São Francisco de Paula e apresentado na igreja desta associação em 7 de maio de 1865.
Sua produção também inclui cerca de dez canções de salão e duas valsas para piano solo, assim como sete Hinos profanos sob cujos acordes foram celebrados alguns dos eventos políticos mais marcantes de sua era, incluindo as coroações de Dom João VI (1817) e Dom Pedro II (1841) e a Guerra do Paraguai (1865). Entre estes Hinos se destaca o Hino ao Sete de Abril (1831), saudando a abdicação de Dom Pedro I, que foi prontamente acolhido como Hino Nacional Brasileiro, em caráter extra-oficial. A oficialização deu-se somente em 1890, por iniciativa do recém-empossado governo republicano, sem letra (o texto atual foi adotado em 1922).